# Amtshauptmannschaft Stollberg
Die Amtshauptmannschaft Stollberg war ein Verwaltungsbezirk im Königreich Sachsen und im späteren Freistaat Sachsen. Ihr Gebiet gehört heute zum Erzgebirgskreis in Sachsen. Von 1939 bis 1950 hieß der Verwaltungsbezirk Landkreis Stollberg.

## Geschichte
Die Amtshauptmannschaft Stollberg wurde zum 1. Juli 1910 im Königreich Sachsen aus dem südwestlichen Teil der bestehenden Amtshauptmannschaft Chemnitz gebildet. Die sächsischen Amtshauptmannschaften waren hinsichtlich ihrer Funktion und Größe vergleichbar mit einem Landkreis.
1939 wurde die Amtshauptmannschaft Stollberg in Landkreis Stollberg umbenannt. Der Landkreis Stollberg bestand noch bis zur Gebietsreform von 1950 in der DDR fort und wurde dann zum 1. Juli 1950 auf die bestehenden Landkreise Aue, Chemnitz und Zwickau aufgeteilt. Im Rahmen der Gebietsreform von 1952 wurde wieder ein neuer Kreis Stollberg gebildet, der dem Bezirk Karl-Marx-Stadt zugeordnet wurde.

## Amtshauptleute und Landräte
- 1910–1915 Erdmann Fritsche
- 1915–1919 Johannes Albrecht Wolf
- 1919–1926 Ernst Venus
- 1926–1930 Karl Schnirch
- 1930–1933 Leonhard Reichelt (?)[2]
- 1933–1935 Horst Laube[3]
- 1936–1945 Georg Dude

…
- Hermann Rentzsch, Landrat 1947 bis 1948

## Einwohnerentwicklung
| Jahr      | 1910   | 1925   | 1939   |
| --------- | ------ | ------ | ------ |
| Einwohner | 74.273 | 80.106 | 85.948 |

## Gemeinden

### 1910
Der Amtshauptmannschaft gehörten 1910 26 Kommunen, darunter 2 Städte und 24 Gemeinden, an. Einzelne selbständige Gutsbezirke waren gesondert aufgeführt, sind aber in den Einwohnerzahlen der umliegenden Gemeinden aufgeführt.
| Stadt                              | Stadt                 | Einwohnerzahl | Gemeinde                  | Gemeinde  | Einwohnerzahl | selbständiger Gutsbezirk (1. Dez. 1910) | Einwohnerzahl |
| ---------------------------------- | --------------------- | ------------- | ------------------------- | --------- | ------------- | --------------------------------------- | ------------- |
| AMTSHAUPTMANNSCHAFT gesamt: 74.273 |                       |               |                           |           |               | selbständiger Gutsbezirk (1. Dez. 1910) | Einwohnerzahl |
| Städte                             | Städte                | 11.496        | Gemeinden                 | Gemeinden | 62.777        | selbständiger Gutsbezirk (1. Dez. 1910) | Einwohnerzahl |
| 3                                  | Stollberg             | 7.863         | 1                         | Ölsnitz   | 16.213        | Landesstrafanstalt Hoheneck             | 1.037         |
| 6                                  | Zwönitz               | 3.633         | 2                         | Lugau     | 8.713         | Rittergut Ölsnitz                       | 56            |
|                                    |                       |               | 4                         | Thalheim  | 7.711         | Rittergut Niederzwönitz                 | 44            |
| 5                                  | Niederwürschnitz      | 4.625         | Staatsforstrevier Zwönitz | 0         |               |                                         |               |
| 7                                  | Jahnsdorf             | 3.414         |                           |           |               |                                         |               |
| 8                                  | Niederzwönitz         | 2.860         |                           |           |               |                                         |               |
| 9                                  | Oberwürschnitz        | 2.424         |                           |           |               |                                         |               |
| 10                                 | Hormersdorf           | 1.773         |                           |           |               |                                         |               |
| 11                                 | Hoheneck              | 1.662         |                           |           |               |                                         |               |
| 12                                 | Dorfchemnitz          | 1.601         |                           |           |               |                                         |               |
| 13                                 | Kirchberg             | 1.556         |                           |           |               |                                         |               |
| 14                                 | Niederdorf            | 1.552         |                           |           |               |                                         |               |
| 15                                 | Brünlos               | 1.444         |                           |           |               |                                         |               |
| 16                                 | Kühnhaide             | 1.108         |                           |           |               |                                         |               |
| 17                                 | Erlbach               | 1.079         |                           |           |               |                                         |               |
| 18                                 | Mitteldorf            | 1.064         |                           |           |               |                                         |               |
| 19                                 | Neuwiese              | 849           |                           |           |               |                                         |               |
| 20                                 | Ursprung              | 804           |                           |           |               |                                         |               |
| 21                                 | Gablenz bei Stollberg | 710           |                           |           |               |                                         |               |
| 22                                 | Seifersdorf           | 498           |                           |           |               |                                         |               |
| 23                                 | Oberdorf              | 359           |                           |           |               |                                         |               |
| 24                                 | Pfaffenhain           | 343           |                           |           |               |                                         |               |
| 25                                 | Lenkersdorf           | 237           |                           |           |               |                                         |               |
| 26                                 | Günsdorf              | 178           |                           |           |               |                                         |               |

### 1939
Gemeinden der Amtshauptmannschaft Stollberg mit mehr als 2.000 Einwohnern (Stand 1939):
| Gemeinde               | Einwohner |
| ---------------------- | --------- |
| Hormersdorf            | 2.431     |
| Jahnsdorf              | 3.996     |
| Lugau                  | 10.632    |
| Neuwürschnitz          | 4.938     |
| Oelsnitz im Erzgebirge | 18.597    |
| Stollberg              | 10.436    |
| Thalheim               | 9.156     |
| Zwönitz                | 7.038     |